# Mepachymerus indicus
Mepachymerus indicus är en tvåvingeart som beskrevs av Frey 1961. Mepachymerus indicus ingår i släktet Mepachymerus och familjen fritflugor. Inga underarter finns listade i Catalogue of Life.